# Преследование Марка Бернштейна
Марк Израйлевич Бернште́йн (бел. Марк Ізрайлевіч Бернштэйн; род. 19 августа 1965, Минск, БССР, СССР) — один из наиболее активных редакторов русскоязычного раздела Википедии под псевдонимом Pessimist2006.
11 марта 2022 года был задержан сотрудниками белорусского ГУБОПиК предположительно в связи с работой над статьёй о российском вторжении на Украину. 26 марта ему было предъявлено обвинение по статье 342.1 УК РБ «Организация и подготовка действий, грубо нарушающих общественный порядок, либо активное участие в них», а 24 июня он был осуждён на 3 года ограничения свободы.
Арест вызвал значительный резонанс в сообществе Википедии, а 29 марта решением ряда правозащитных организаций Беларуси Бернштейн был признан политическим заключённым.

## Биография

### Происхождение
Родился 19 августа 1965 года в Минске в еврейской семье. В 1982—1986 годах учился в Белорусском политехническом институте. По данным на 2009 год, жил в Минске.

### Участие в редактировании Википедии
С конца 2009 года до начала 2022 года Бернштейн входил в число 50 самых активных редакторов русскоязычной Википедии, сделав более 200 000 правок. Написал множество статей по тематике Холокоста. Своим лучшим достижением в Википедии в 2009 году он назвал работу над статьёй о цензуре в Советском Союзе, в которой он процитировал около 250 источников. Бернштейн советовал новым участникам Википедии сначала изучить модели редактирования опытных редакторов и быть готовыми к совместной работе с людьми, придерживающимися очень разных и часто противоположных точек зрения.

### Арест и приговор
10 марта 2022 года российский Telegram-канал «Мракоборец» опубликовал личные данные Бернштейна и заявил, что редактирование Бернштейном статей Википедии о вторжении России на Украину нарушает новый российский закон о публикации фейковых новостей, принятый 4 марта 2022 года. По данным расследования сетевого издания Daily Storm, за каналом «Мракоборец» может стоять бывший сотрудник «фабрики троллей» Антон Чудин, который в начале 2010-х был близок к российским проправительственным молодёжным движениям. Сам Чудин отрицает свою причастность к каналу.
11 марта 2022 года ГУБОПиК задержало Бернштейна в Минске. Некоторые Telegram-каналы, в частности «Мракоборец», опубликовали видеозапись задержания Бернштейна и обвинили его в распространении «фейковой и антироссийской» информации. 12 марта суд приговорил его к 15 суткам ареста по статье 24.3 Кодекса об административных правонарушениях Республики Беларусь («Неповиновение законному распоряжению или требованию должностного лица при исполнении им служебных полномочий»).
26 марта 2022 года стало известно, что Бернштейну было предъявлено обвинение по статье 342.1 Уголовного кодекса Республики Беларусь («Организация и подготовка действий, грубо нарушающих общественный порядок, либо активное участие в них»). С 23 июня начались заседания Заводского районного суда Минска под председательством судьи Анастасии Осипчик, и уже на следующий день был объявлен приговор — три года ограничения свободы. 28 июля 2022 года Бернштейн объявил о возвращении к редактированию Википедии.
Срок закончился в январе 2025 года, остались ограничение на выезд из страны и обязанность еженедельно отмечаться.

### Резонанс
Помимо обвинений в адрес Марка Бернштейна, сотрудники Telegram-канала «Мракоборец» заявляли в адрес пишущих Википедию людей: «[М]ы уже знаем не меньше 1000 участников, вносивших правки, искажающие реальность. И все они в очереди на деанон» — угрожая всем им «законом о фейках». После этих угроз сообщество «Википедии» попыталось максимально обезопасить своих участников, в частности порекомендовав редакторам на территории России и Беларуси редактировать тексты о текущих событиях на Украине только с дополнительных учётных записей без указания личных данных. Как отметил администратор Википедии Олег Юнаков: 

Любой из нас может оказаться на месте Павла Перникова и Марка Бернштейна. По умолчанию, все, кто правят статью, остаются в истории изменений. И если кто-то раньше упоминал свои персональные данные в «Википедии», то можно связать правку с человеком. Мы в Арбитражном комитете пару месяцев назад приняли беспрецедентное решение: скрыть всех авторов правок в статьях по военной тематике. Они остаются авторами, но они не видны со стороны. Поэтому обвинить кого-то сейчас будет почти невозможно. Проблема в том, что Марка и Павла взяли до того, как мы это ввели.
11 марта 2022 года Фонд Викимедиа, управляющий Википедией и другими проектами, заявил в ответ на запрос о задержании Бернштейна, что «группы Фонда „Доверие, безопасность и права человека“ [наблюдали] за продолжающимся кризисом на Украине и [были] в тесном контакте с сообществами [Викимедиа] в регионе, чтобы обеспечить их безопасность и реагировать на их потребности». Фонд предложил семье Бернштейна помощь в оплате услуг юристов и помог удалить каналы «Мракоборца» и ГУБОПиК из Telegram. В открытом заявлении вице-президент по устойчивости и развитию сообщества «Викимедии» Мэгги Деннис заявила, что «Фонд крайне озабочен попытками идентифицировать редакторов Википедии, чья деятельность рассматривается как противоречащая российской концепции», и отметила: «Я хочу твёрдо заявить, что всем, кто пытается донести до людей жизненно важную информацию во время кризиса, следует воздать должное».
Редакторы Википедии в интервью «Новой газете» отмечали, что задержание Бернштейна стало беспрецедентным событием для русскоязычного сегмента энциклопедии. Как отметил один из администраторов проекта Ярослав Мольков, «что-то похожее было разве что на одном из несанкционированных митингов в Казани, когда один из редакторов был задержан, хотя в акции участия не принимал, а только фотографировал её для Викисклада». Также говорили, что данная ситуации отчасти напоминает случай из франкоязычной «Википедии», когда статья о военной радиостанции «Пьер-сюр-От» привлекла внимание сотрудников Главного управления внутренней разведки Франции, оказавших давление на Реми Матиса, местного администратора и президента ассоциации «Wikimedia France», и настоявших на удалении статьи, которая тем не менее позднее была восстановлена и переведена на многие другие языки. В то же время один из редакторов Википедии отметил, что «если случай Пьер-сюр-От с глобальной политикой Франции того времени был никак не связан, то арест Марка произошёл на фоне беспрецедентной в современной истории России цензуры», когда «после закрытия или блокировок многих российских СМИ, блокировок социальных сетей, „закона о фейках“ давление на „Википедию“ со стороны российских властей выглядит как попытка заставить замолчать один из немногих неподцензурных Кремлю источников информации, широко доступной населению». Также действия властей РФ им были охарактеризованы «как запугивание гражданского общества в лице оппозиционных российской власти редакторов».
29 марта 2022 года решением ряда правозащитных организаций Беларуси Бернштейн был признан политическим заключённым.
14 ноября 2023 года на встрече со Светланой Тихановской во время конференции Web Summit в Лиссабоне Джимми Уэйлс заявил, что следит за ситуацией с Марком Бернштейном.